# Viana (Espírito Santo)
Viana è un comune del Brasile nello Stato dell'Espírito Santo, parte della mesoregione Central Espírito-Santense e della microregione di Vitória.